# Stiftung Pierre Bourdieu
Die Stiftung Pierre Bourdieu wurde 2005 in Genf (Schweiz) gegründet. Sie hat zum Zweck, im Sinne des Namensgebers – der seine Forschungen interdisziplinär und international vernetzte – Fächer und Länder übergreifende Debatten der verschiedenen Sozial- und Humanwissenschaften sowohl auf wissenschaftlicher wie auch auf politischer Ebene zu fördern.

## Zur Gründung
Die Stiftung beruht auf einem Konzept, an dem der französische Soziologe Pierre Bourdieu wenige Monate vor seinem Tod 2002 mitgearbeitet hatte. Präsident ist der Soziologe Franz Schultheis. Er ist z. Z. Professor für Soziologie an der Zeppelin Universität Friedrichshafen und Mitglied des „Nationalen Forschungsrates“ der Schweiz und hatte seit 1986 mit Bourdieu im Centre de sociologie Européenne in Paris zusammengearbeitet. Die weiteren Gründungsmitglieder stammen ebenfalls aus dem Umfeld Pierre Bourdieus und haben gemeinsam mit ihm geforscht und publiziert.

## Stiftungszweck
Zu den Zielen der Stiftung gehören 
- die möglichst frei zugängliche Weitergabe des Vermächtnisses Bourdieus
- die Unterstützung von Initiativen, die die nationalen Bildungstraditionen von Sozialwissenschaften überschreiten
- die Unterstützung der Sozialwissenschaften in Ländern, in denen diese schwach ausgeprägt sind
- die Förderung von Interdisziplinarität innerhalb der Sozialwissenschaften
- die Organisierung eines kritischen Netzwerkes von Wissenschaftlern, Künstlern und Intellektuellen
- die Unterstützung der Beiträge dieses Netzwerkes gegen eine Vermarktung wissenschaftlicher Beiträge
- die Koordination verschiedener wissenschaftlicher und kultureller Projekte, insbesondere des von der EU finanziertem und 2004 gegründeten Sozialwissenschaftler-Netzwerks Pour un Espace des Sciences Sociales Européen (ESSE).

## Formaler Aufbau der Stiftung
Die „Fondation Pierre Bourdieu“ ist nach dem schweizerischen Recht als Stiftung anerkannt. Sie besteht aus einem Stiftungsrat (Gründungsmitgliedern, Präsidenten, Vize-Präsidenten, Mitgliedern) und einem Exekutivkomitee (Präsident, Mitglieder). Sie steht darüber hinaus in Verbindung mit einem wissenschaftlichen Beirat, einem permanenten Sekretariat und einer kontenprüfenden Treuhandsgesellschaft.

## Aktivitäten
- Zu den Hauptaktivitäten zählte bis jetzt die Verwaltung von Pierre Bourdieus photographischem Archiv mit Bildern von seiner Forschung in Algerien. Bourdieu übergab diese Bilder der Stiftung Pierre Bourdieu und Camera Austria. So weit wie möglich am Sinn Bourdieus orientiert, der das Projekt bis zum Herbst 2001 begleiten konnte, wurde unter Kuratorenschaft von Franz Schultheis und Christine Frisinghelli die Wanderausstellung Pierre Bourdieu. In Algerien. Zeugnisse der Entwurzelung konzipiert. Sie war erstmals 2003 im Institut du monde arabe in Paris zu sehen und wandert seither, stets begleitet von Symposien und Konferenzen, die das Erbe und die Relevanz der Theorie und der Methoden (insbesondere der Photographie) Bourdieus diskutieren. Bisher [2007] war sie in den USA, in Algerien und in vielen Ländern Europas zu sehen. Die ausstellungsbegleitende bebilderte Publikation liegt in deutscher und französischer Sprache vor. In der umfangreichen Rezeption der Ausstellung in Fachzeitschriften und der Tagespresse ist zunehmend klar geworden, dass die Arbeiten Bourdieus nicht primär in ihrer ästhetischen Dimension, sondern als visuelle Anthropologie bzw. ethnographisches Primärmaterial zu betrachten sind und einen Zugang zu Bourdieus Gesamtwerk ermöglichen.
- Auch durch die Verwaltung des photographischen Archivs und die Veröffentlichung dieser Zeugnisse will die Stiftung dazu beitragen, das intellektuelle Vermächtnis Bourdieus weiterzuverbreiten.
- Das angeschlossene Netzwerk „Pour un Espace des Sciences Sociales Européen“ koordiniert regelmäßig stattfindende Konferenzen und Kolloquien. Bislang wurden Kolloquien und Workshops in Algerien, der Türkei und Mexiko gefördert.
- Ebenfalls wurden von diesem wissenschaftlichen Netzwerk die „Sommerschulen“ auf Kreta durchgeführt. Die Sommerschulen richten sich vor allem an europäische Doktoranden und sollen insbesondere der Vernetzung jüngerer Wissenschaftler dienen. Die Tagungen dauern je eine Woche.